# Reliquaire

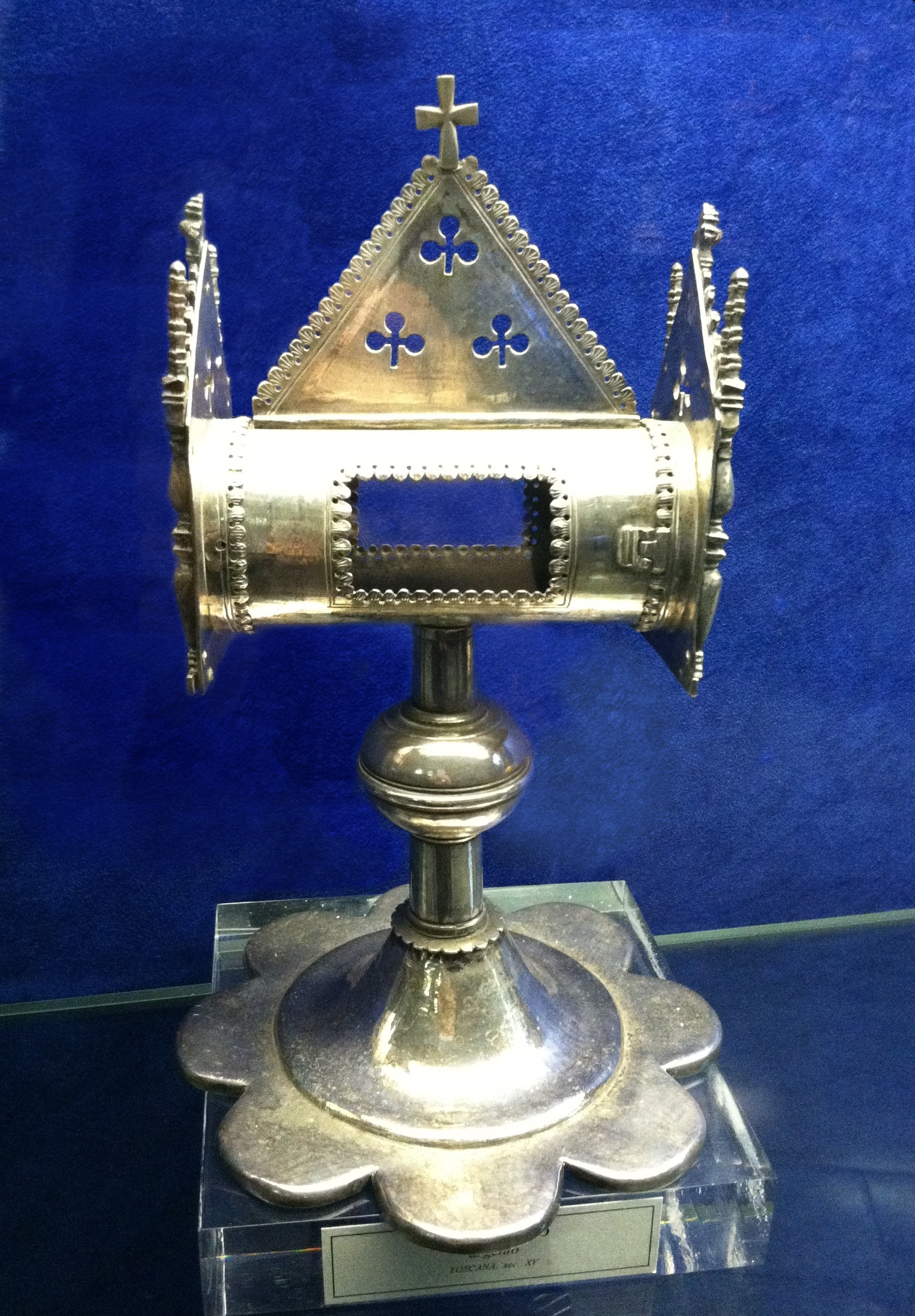
Reliquaire du XVe siècle au musée de l'abbaye du Mont-Cassin.

Un reliquaire est un réceptacle, généralement un coffret, destiné à contenir une ou plusieurs reliques. La dévotion populaire cherchant à honorer ceux dont les restes mortels étaient préservés fit que tout un art se développa, créant des reliquaires en matériaux précieux de forme et style esthétique divers. 

## Les reliquaires dans le christianisme
Au sens originel du mot, un reliquaire (du latin reliquiarium) contient les reliques d'un saint.

### Différentes catégories

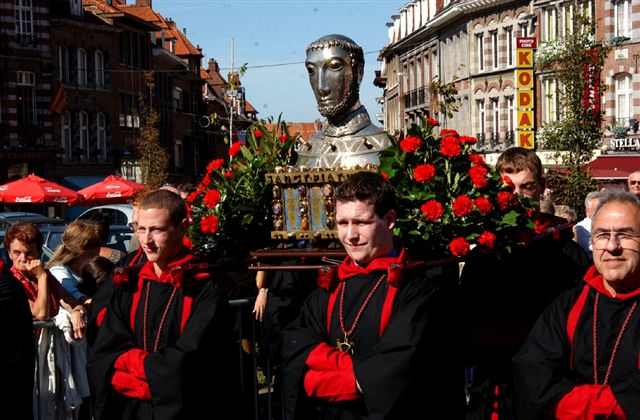
Chef-reliquaire de saint Piat (premier martyr de Tournai).

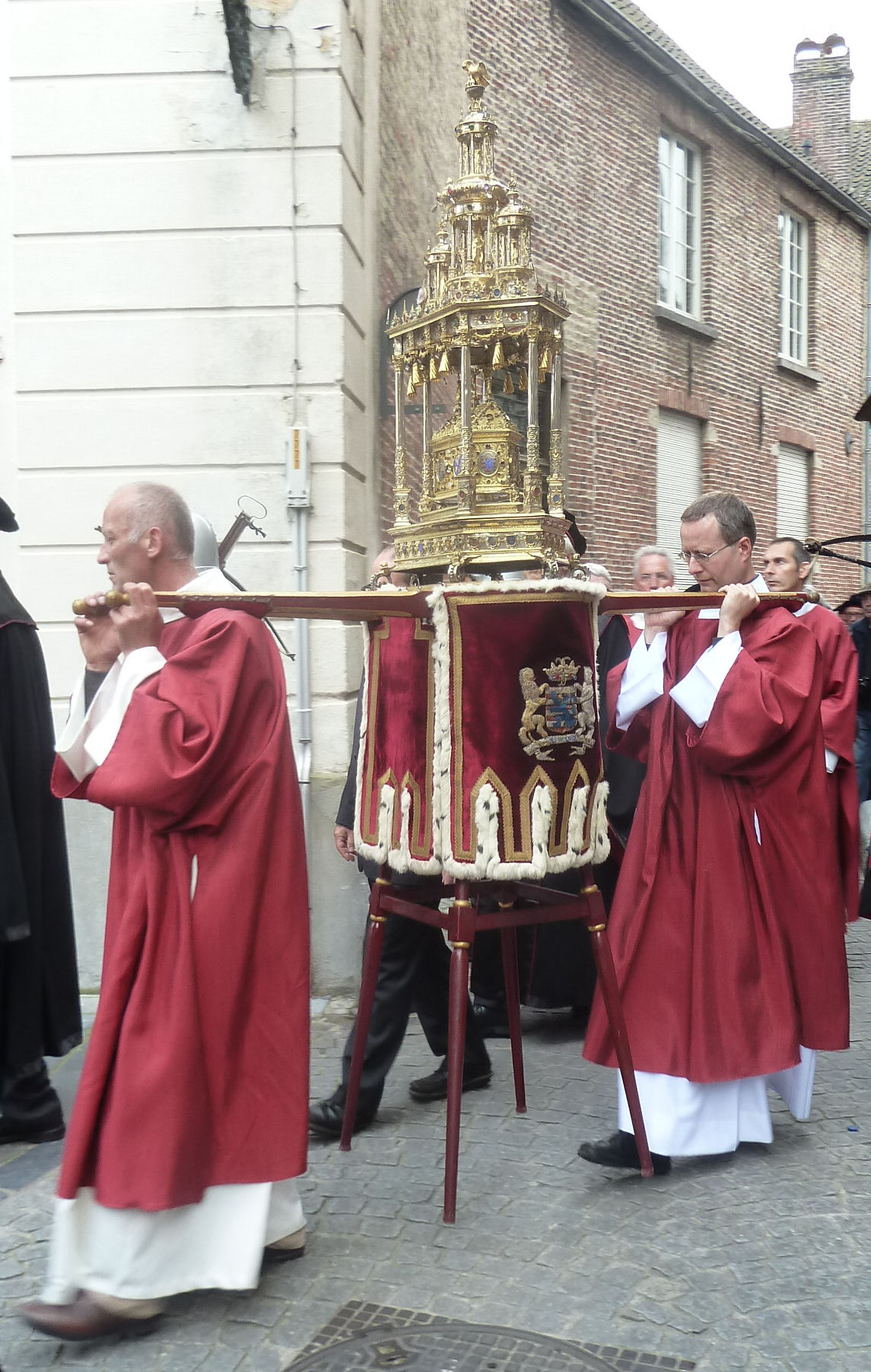
Reliquaire du Saint-Sang, Bruges.

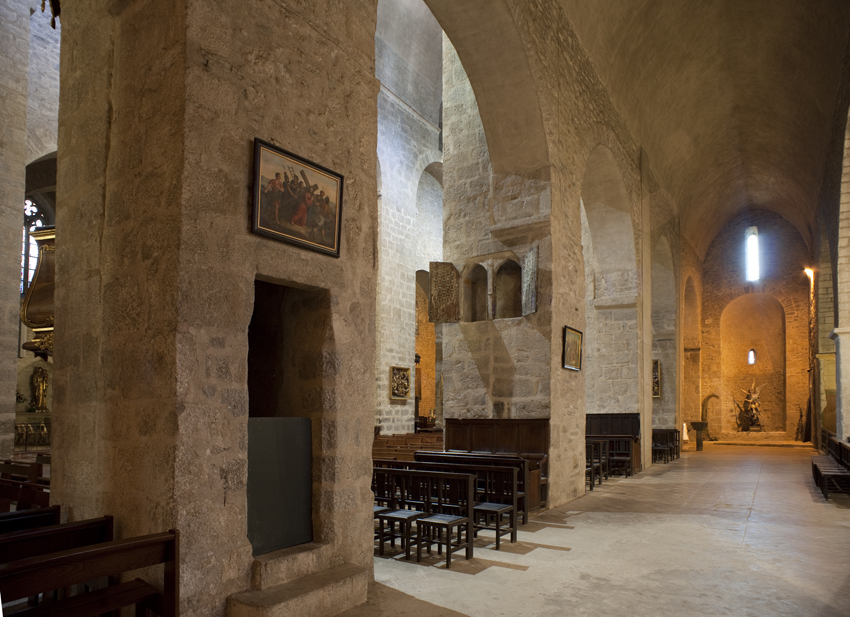
Lipsanothèques creusées dans les piliers de l'abbaye Sainte-Marie d'Arles-sur-Tech.

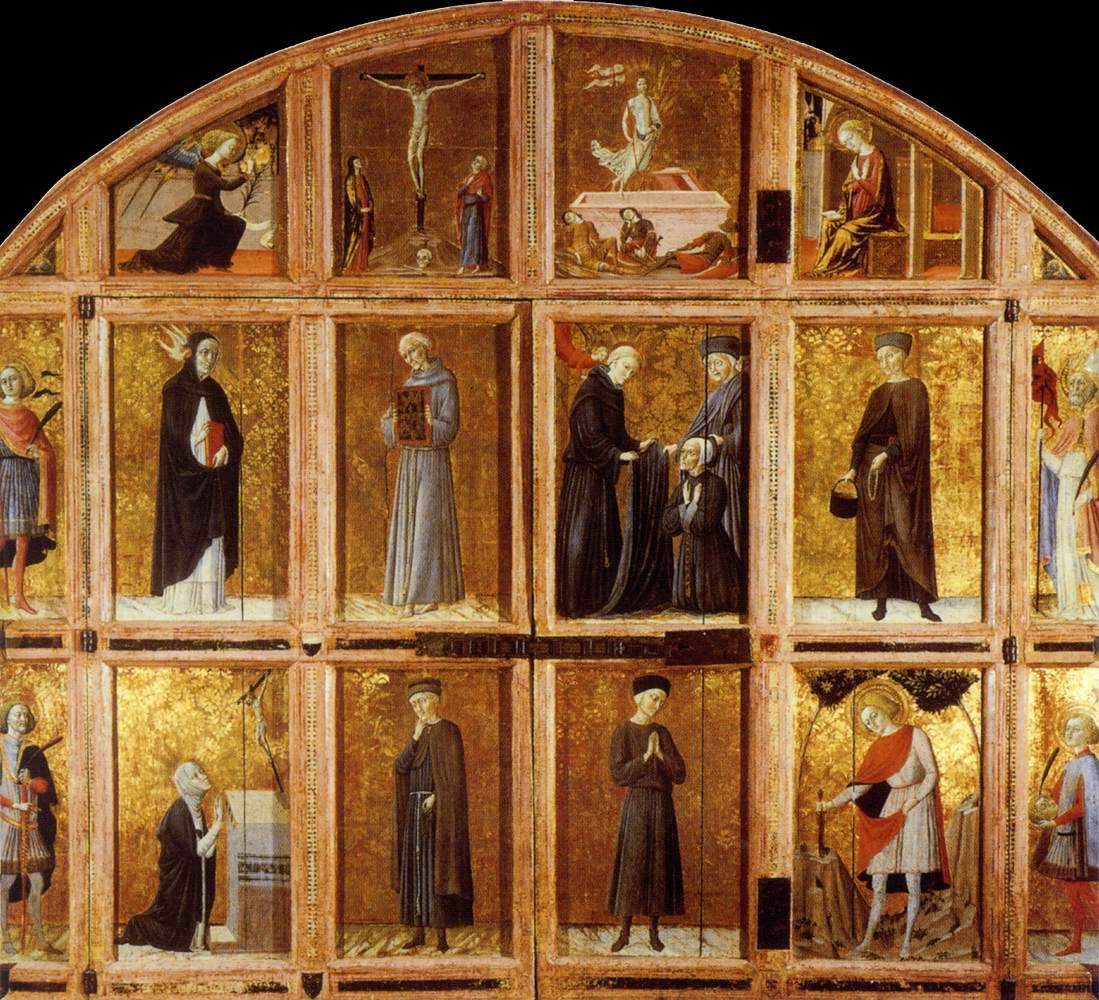
Arliquiera décorée par le Vecchietta (pinacothèque nationale de Sienne).

La forme la plus ancienne du reliquaire chrétien est la châsse (du latin capsa, « boîte », « coffre »), qui rappelle le cercueil primitif des martyrs, généralement un sarcophage, et contient leurs corps qui sont conservés dans leur intégrité. La réduction des corps à l'état d'ossements et leurs translations fréquentes en raison du développement du culte des reliques, inspirent en effet la confection de ce type de reliquaires qui sont connus dès le VIIe siècle.
Dans certaines églises comme à Rouen, on a conservé longtemps le vieux terme de fierte (du latin feretrum, « brancard » ou « civière mortuaire »). 
Le terme reliquaire s'applique théoriquement à tout récipient contenant des reliques, y compris les châsses, mais en pratique on le réserve à des coffrets et boîtes de plus petite taille qui ne contiennent pas le corps entier d'un saint.
On a parfois usé du terme grec de lipsanothèque (littéralement « armoire à reliques » comme l'Arliquiera du Vecchietta ou la lipsanothèque de Brescia), pour qualifier des meubles ou des reliquaires destinés à recevoir plusieurs reliques. Certains reliquaires portatifs destinés à l'exposition des reliques se sont appelés monstrances. D’autres, épousant la forme de l'objet qu'ils contiennent, sont qualifiés de topiques (ainsi les bustes-reliquaires et chefs-reliquaires qui contiennent généralement tout ou partie du crâne d'un saint, les bras-reliquaires, les membres-reliquaires, etc.).
On appelle staurothèque, au moins en milieu byzantin, un reliquaire contenant un fragment de la Vraie Croix.
Il existe enfin d'autres modes de conservation des reliques tels que leur insertion dans des regalia (sceptres, couronnes, mains de justice, etc.), ou leur usage comme talismans (dans des amulettes ou dans le fourreau des épées), qui sortent du cadre des reliquaires proprement dits. Ainsi, certaines croix pectorales de hauts prélats était creuses, et contenaient des reliques. Cette tendance s'est développée avec le temps. De fait, on retrouve aujourd'hui assez fréquemment de petites croix creuses, fermées par une vis, contenant des reliques, ornées de paperolles. 

### Forme et matière

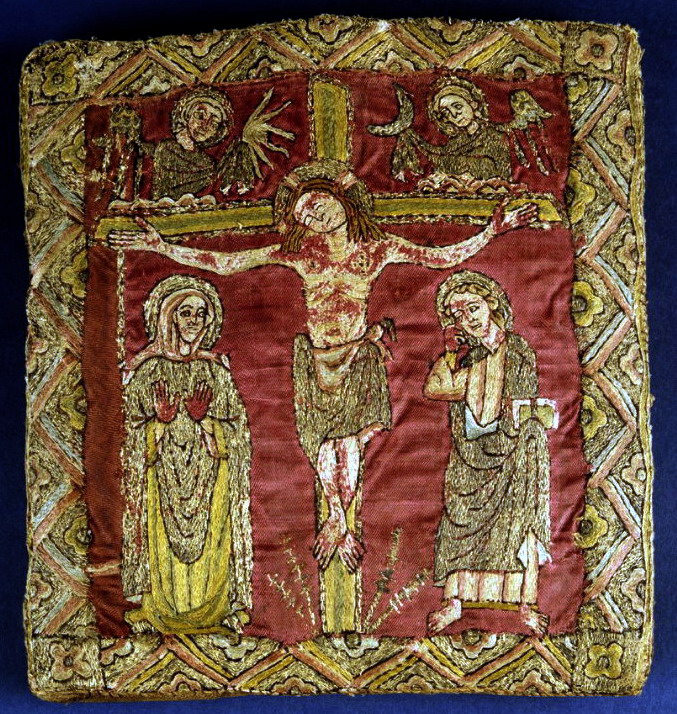
Aumônière-reliquaire (vers 1180), à Maastricht.

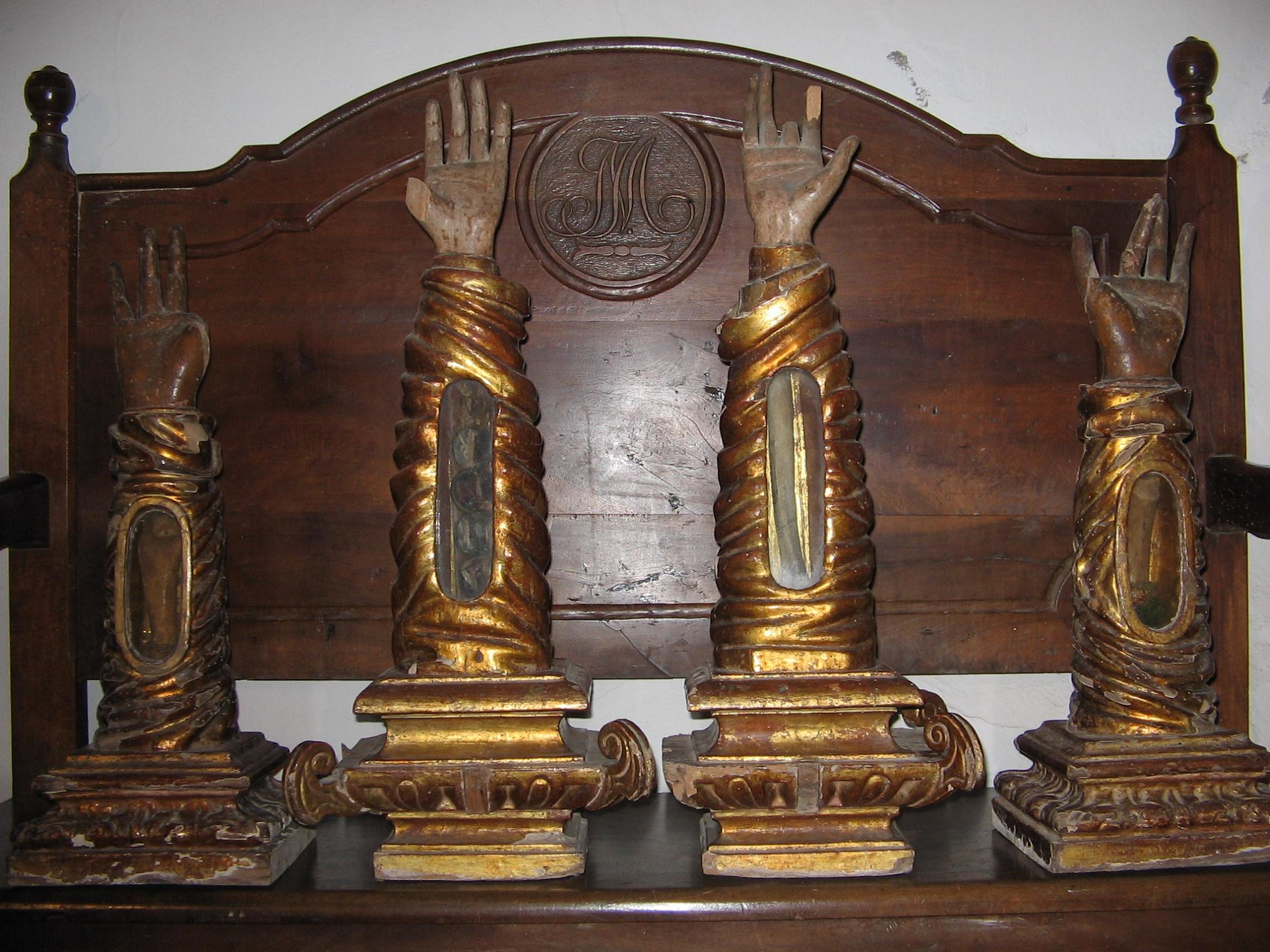
Bras-reliquaires, musée religieux d'Ayerbe, (Espagne).

Il s'agit donc de boîtes de taille et de forme variable (par exemple forme de sarcophage, caisse, capsella, stèle, couvercle à coupole, boîte, ampoule, etc.), destinées à recueillir des objets précieux et vénérés.
Les reliquaires paléochrétiens et byzantins sont principalement en pierre et marbre. La plupart des reliquaires médiévaux sont en métal, souvent argentés ou dorés. Ils peuvent être enrichis soit d’émaux, soit de pierres précieuses ou semi-précieuses. Les aumônières-reliquaires, bourses de tissus richement brodées, sont dans un premier temps utilisées par les pèlerins pour le transport des reliques puis fabriquées spécialement et offertes aux paroisses pour la conservation des objets.
Un hublot vitré peut laisser entrevoir la relique dans son coffret.
Le sarcophage de saint Menoux exposé dans le déambulatoire du chœur de l'église Saint Menoux surnommé débredinoire tient une place à part dans sa forme et sa fonction. Sarcophage du VIe siècle, il contient des reliques du saint dans des ampoules de verre rendues visibles par quatre fleurs percées en 1940 mais surtout une ouverture en plein cintre réalisée au XIIe siècle permet d'y passer la tête pour se faire débrediner. 
Plusieurs formes géométriques sont possibles : quadrangulaire, cubique, octogonale, cylindrique ou autre.
Parmi les reliquaires topiques ou reliquaires morphologiques, les chefs-reliquaires prennent la forme soit d'une tête ou d'un buste, comme le chef-reliquaire de saint Ferréol à Nexon, du milieu du XIVe siècle, celui de saint Piat à Tournai (voir ci-dessus) ou le buste-reliquaire de saint Lambert au Trésor de la cathédrale de Liège, un des plus grands conservés en Europe.
Les bras-reliquaires, les pieds-reliquaires et les jambes-reliquaires revêtent la forme générale des membres qu'ils contiennent. Vous pouvez en voir un exemple à Saint-Gildas-de-Rhuys. 
Les reliquaires portatifs destinés à la dévotion personnelle sont d’une grande variété de formes et de matières. Charlemagne avait ainsi une relique dans la poignée de son épée Joyeuse.
Les reliquaires-calendriers rassemblent sous forme d'un tableau une relique de chaque saint du calendrier, elles datent en général du XIXe siècle comme celui de la basilique Notre-Dame-des-Victoires de Paris, de l'église Notre-Dame de Thisay ou de Église Saint-Nicolas-de-Myre de Marseille.

### Fonctions
Les reliquaires sont destinés à conserver les restes terrestres de saints personnages ou d'autres objets qui ont été sanctifiés par leur contact en les préservant de la corruption et des souillures. Ils sont généralement en métal, au moins pour ceux contenant les reliques les plus précieuses.
Ils servent aussi à garantir l'authenticité et l'intégrité des reliques et contiennent donc, pour chaque relique, une petite bande de papier ou de parchemin qu'on appelle authentique et par laquelle une autorité ecclésiastique, le plus souvent un évêque, certifie l'origine et le caractère sacré de la relique. Une des plus fameuses collections d'authentiques est celle attachée aux reliques conservées à Chelles, près de Paris, et désormais déposée aux Archives nationales.

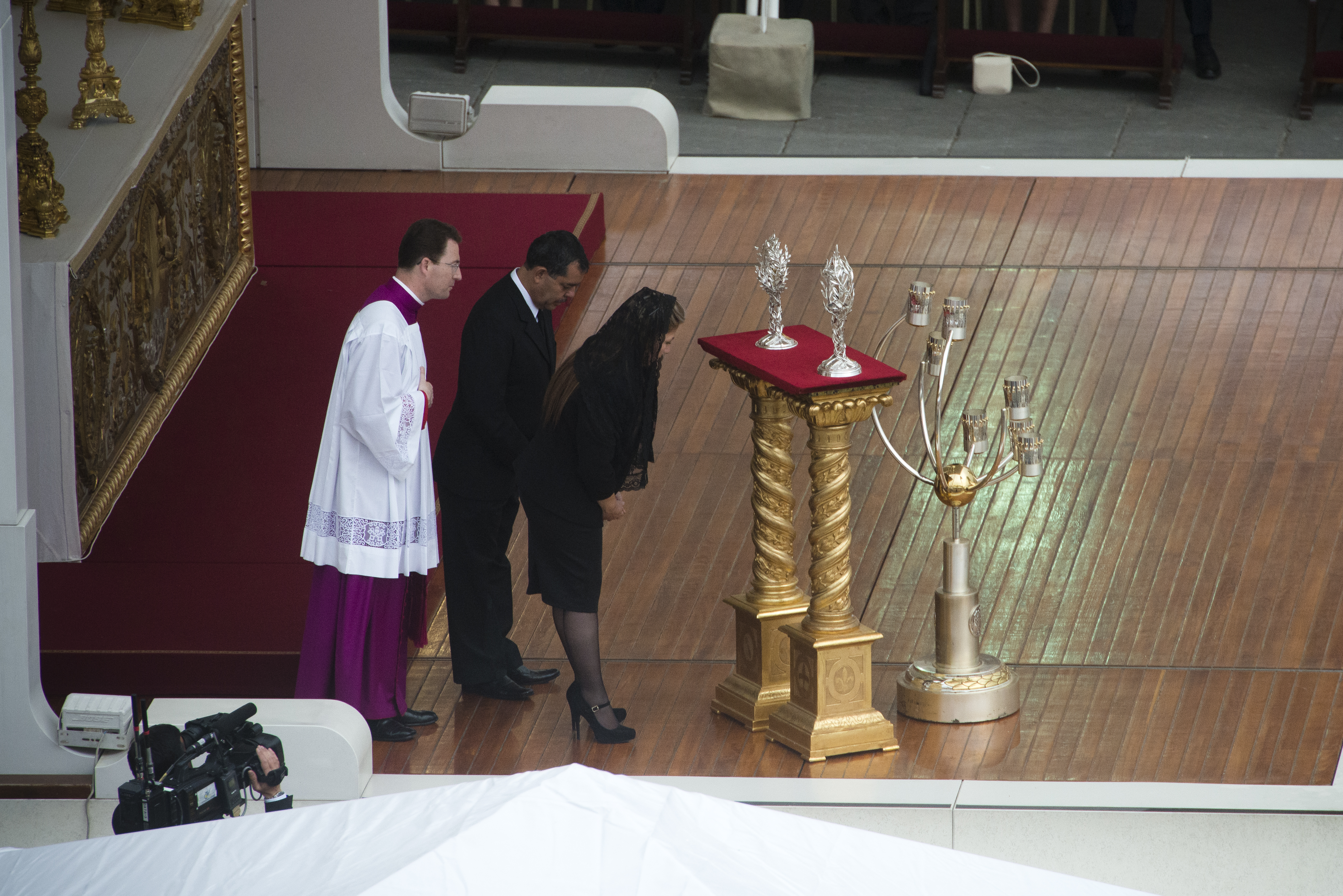
Floribeth Mora et son mari s'inclinant devant les reliquaires de Jean XXIII et Jean-Paul II, lors de leur canonisation.

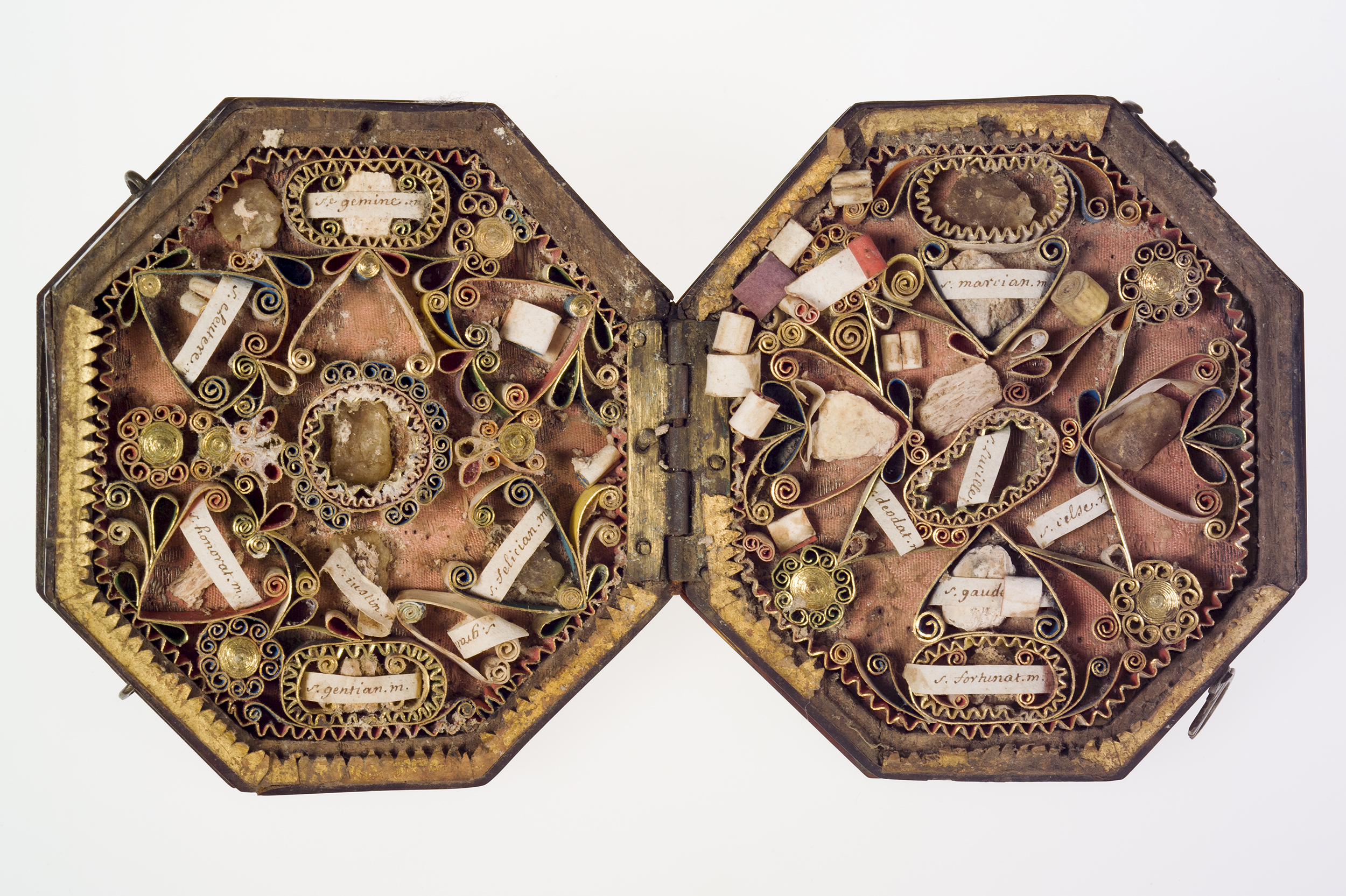
Reliquaire portatif du début du 19e siècle.

Ils servent à exposer les reliques à la piété des fidèles, soit dans l'église même, soit lors de procession. Au départ en effet les reliques étaient conservées sous les autels des églises (reliquaires de fondation) ; mais à partir du XIIe siècle on les exposa à la piété des fidèles (reliquaires de vénération), soit sur l'autel, soit sur une « tribune d'ostension », ou encore dans des reliquaires portatifs appelés monstrances. Les reliquaires portatifs étaient parfois utilisés pour être montrés aux fidèles lors de tournées destinées à collecter des fonds.
Une autre fonction du reliquaire, ou plutôt des ornements précieux du reliquaires, est de manifester la gloire et le prestige du saint dont il contient les restes, et au-delà du saint lui-même, la gloire et le prestige de la communauté qu'il protège. Comme pour objet précieux en cas de crise, le reliquaire peut être fondu. En tant qu'objets précieux, les reliquaires sont d'habitude conservés dans le Trésor des églises avec les autres pièces d'argenterie, comme les calices.  
La splendeur du reliquaire a aussi pour fonction de commémorer la générosité du ou des donateurs qui en ont financé la fabrication ou l'enrichissement. C'est rarement le cas aujourd'hui, mais cela l'était encore jusqu'au début du XXe siècle. Le souvenir du donateur pouvait en effet être porté sur le reliquaire soit par la représentation de son blason, ou encore celle de son saint patron, ou encore par une inscription.

Quelques exemples de reliquaires chrétiens
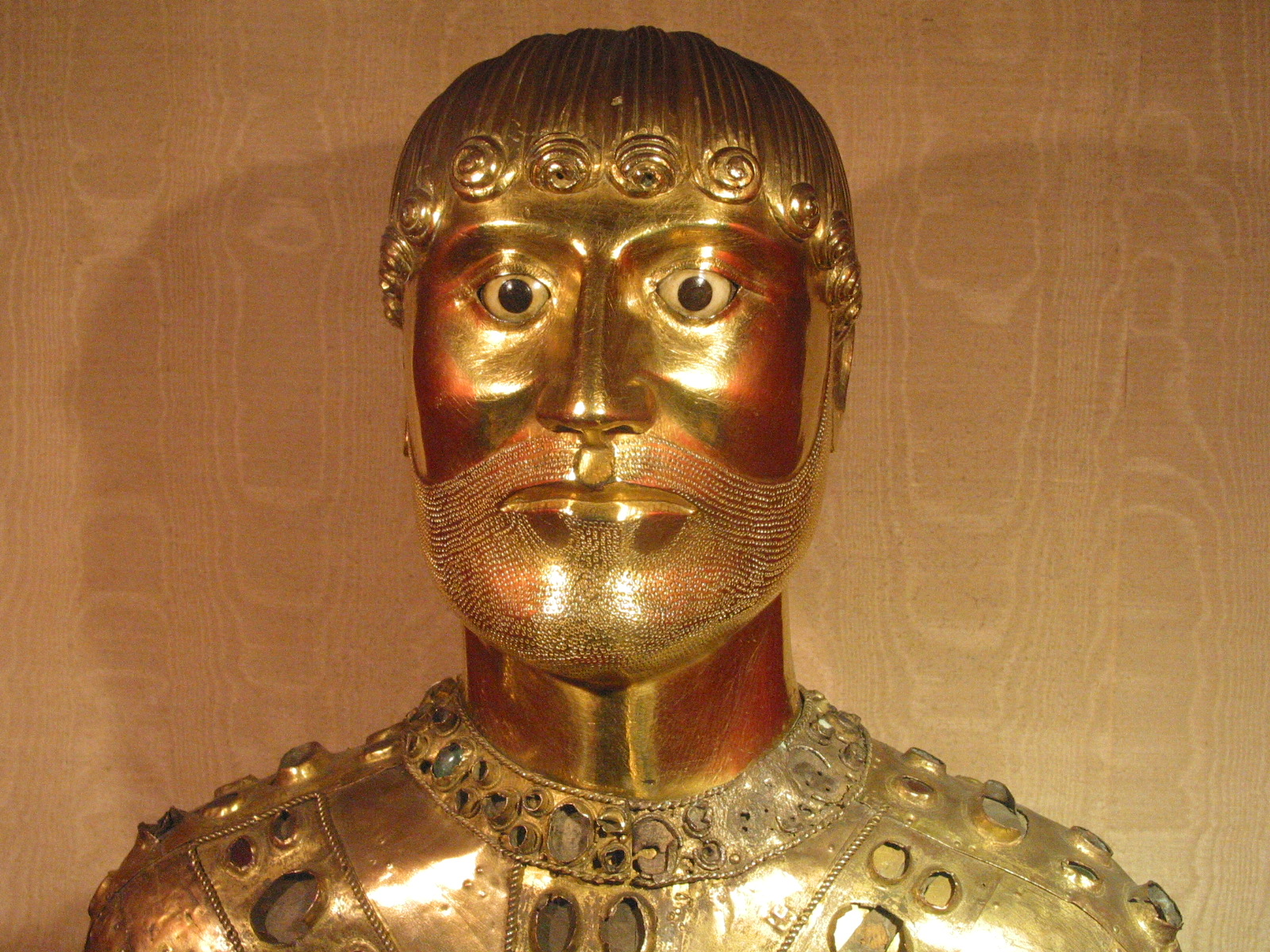
Chef-reliquaire de saint Baudime, Saint-Nectaire.
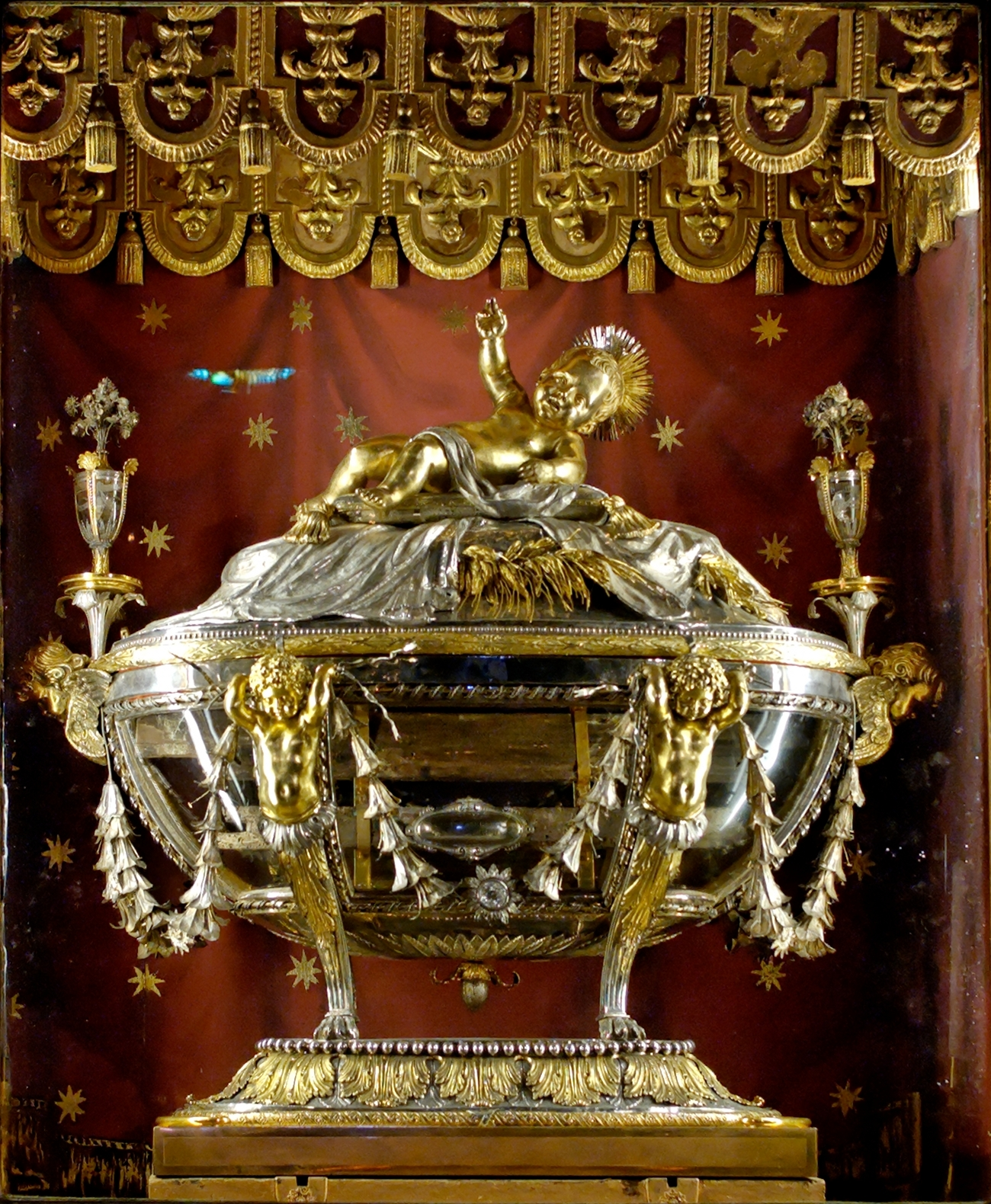
Reliquaire du Berceau sacré, basilique Sainte-Marie-Majeure, Rome.
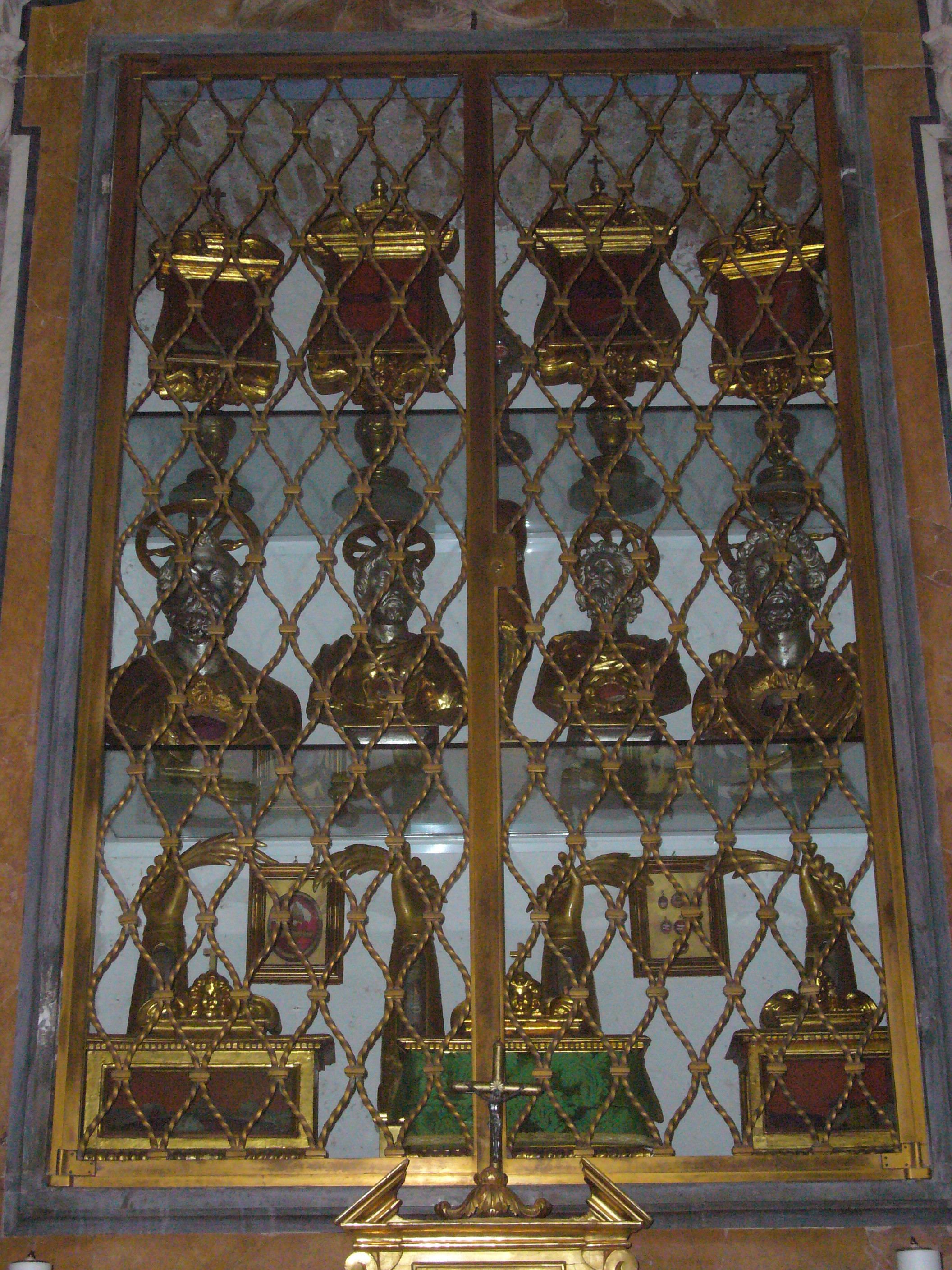
Lipsanothèque de Sainte-Anastasie, Rome.
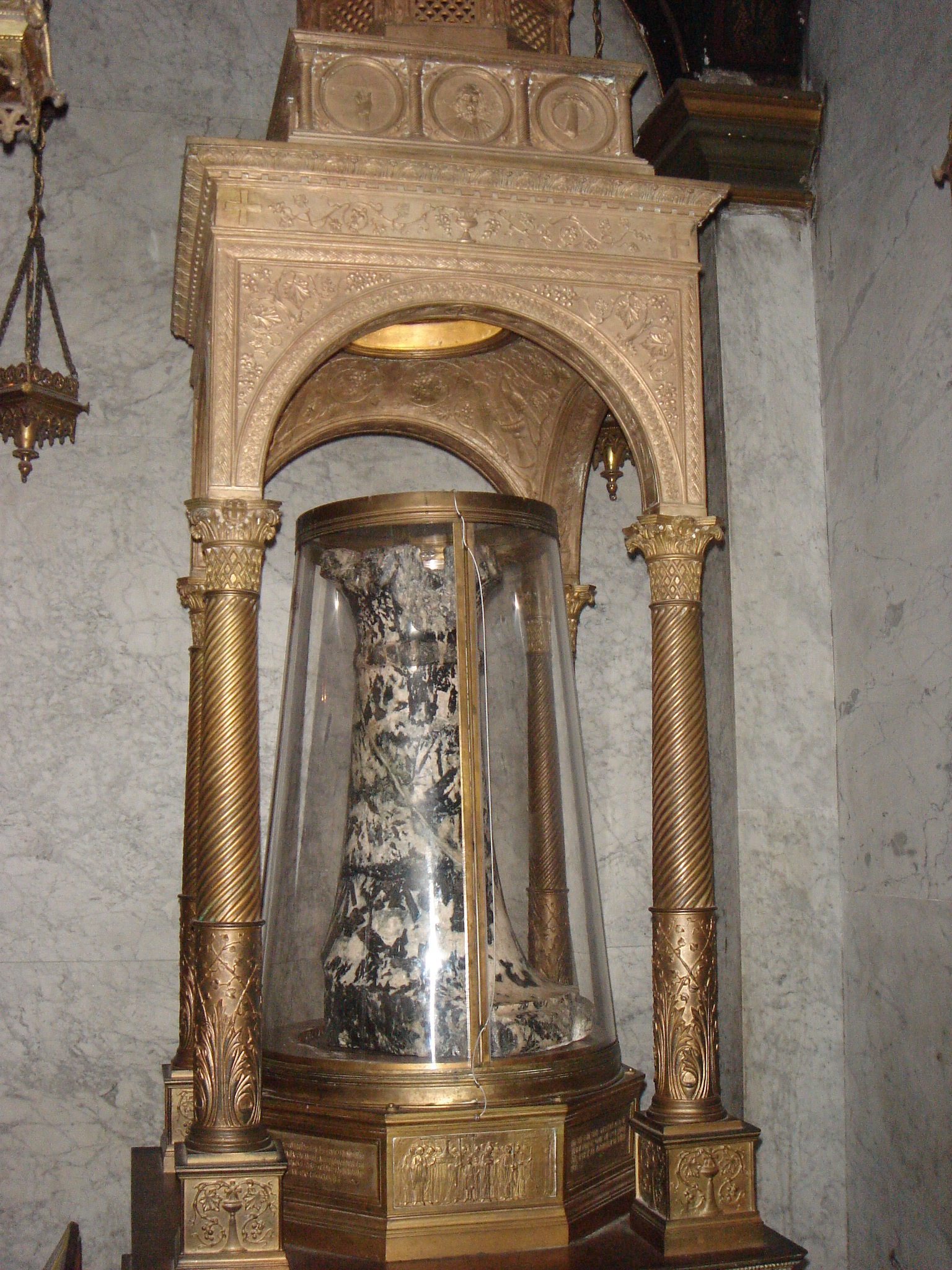
Reliquaire de la colonne de la flagellation, basilique Sainte-Praxède de Rome.
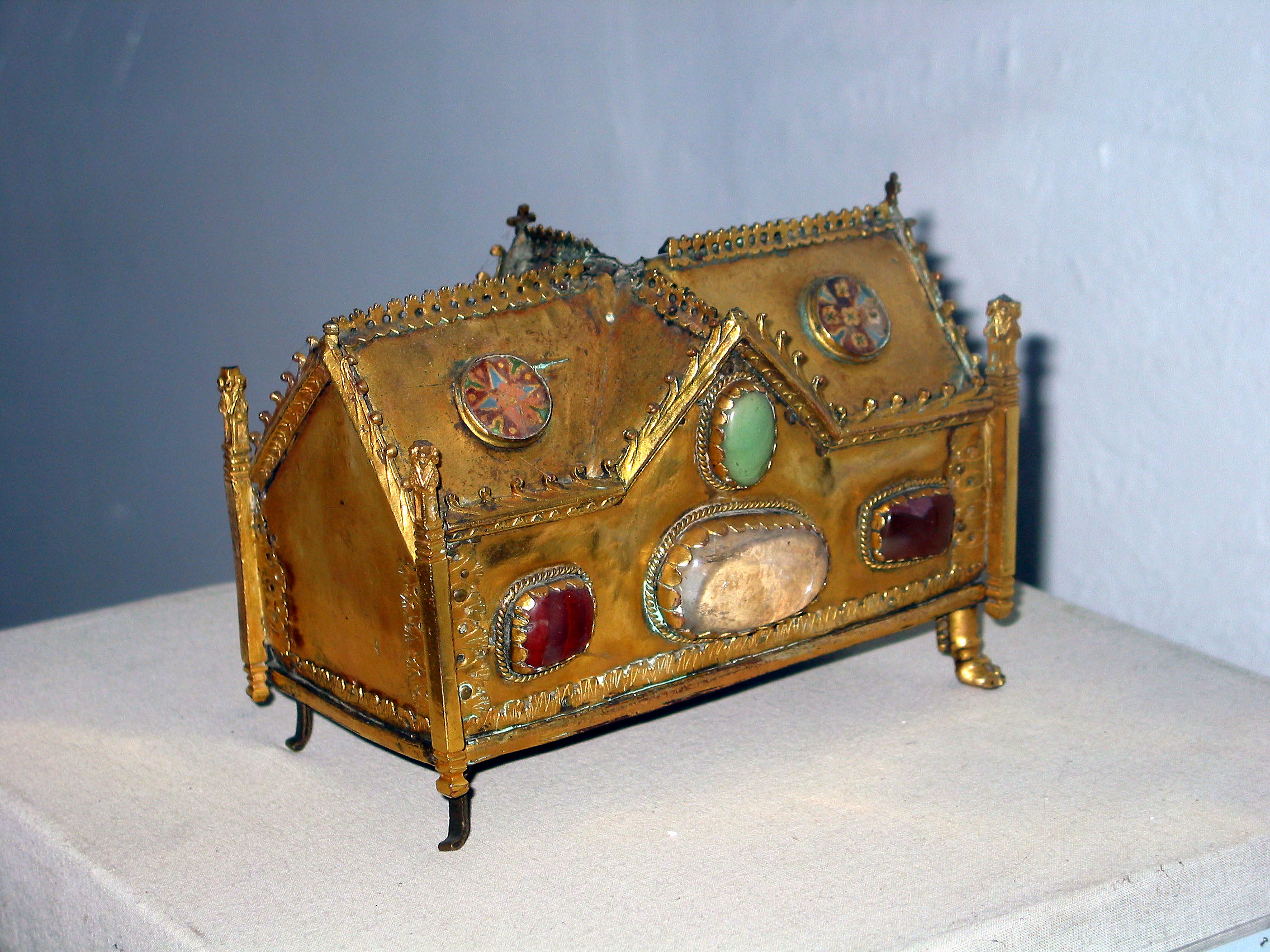
Reliquaire de saint Étienne à Waha (Luxembourg belge).
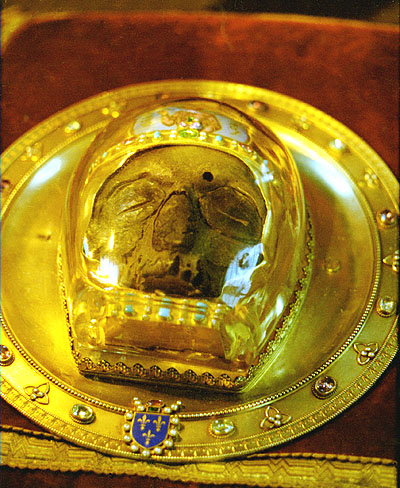
Reliquaire du crâne de saint Jean-Baptiste, cathédrale d'Amiens.
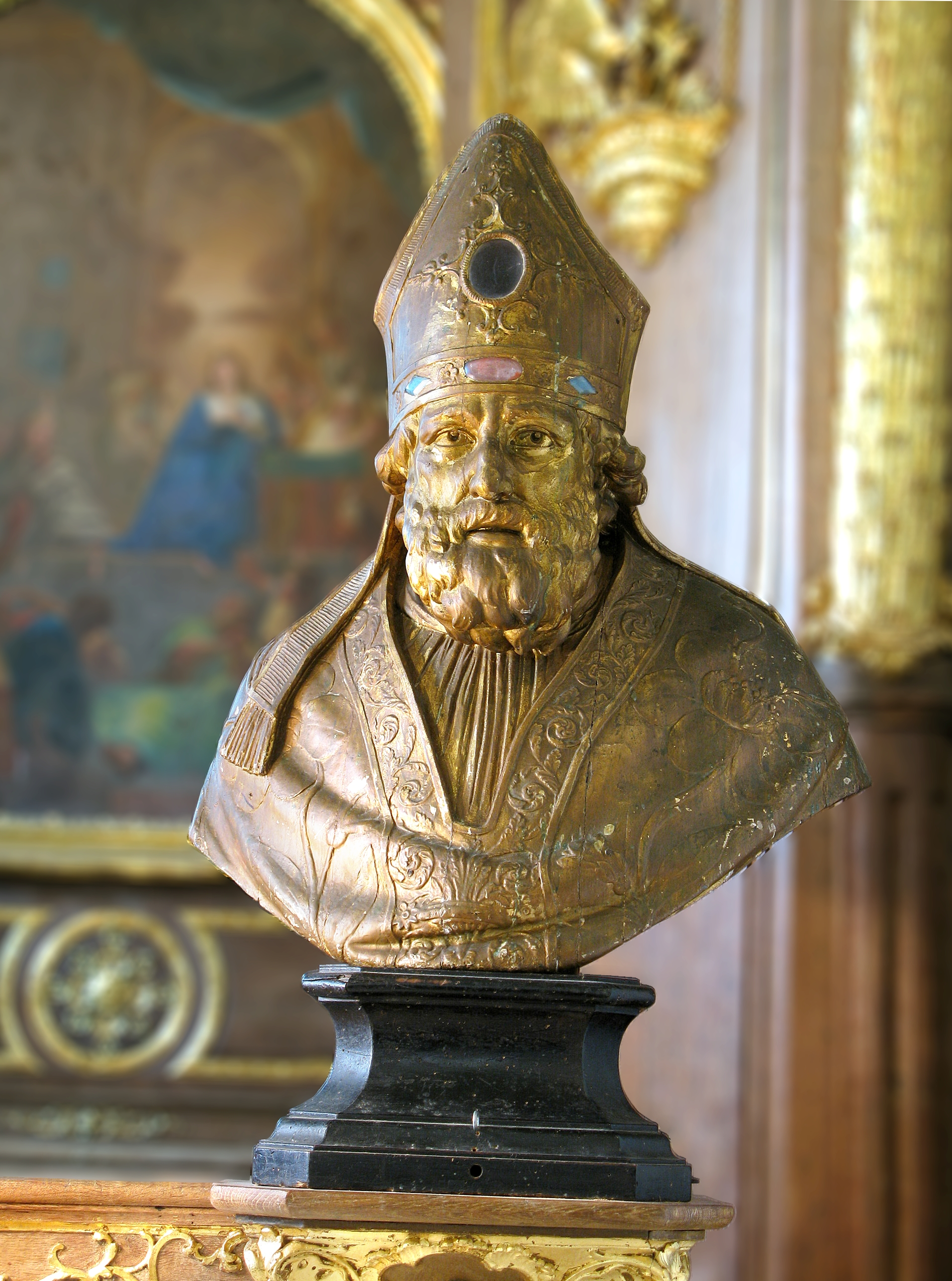
Buste reliquaire de saint Mauxe, église Sainte-Cécile d'Acquigny dans l'Eure.
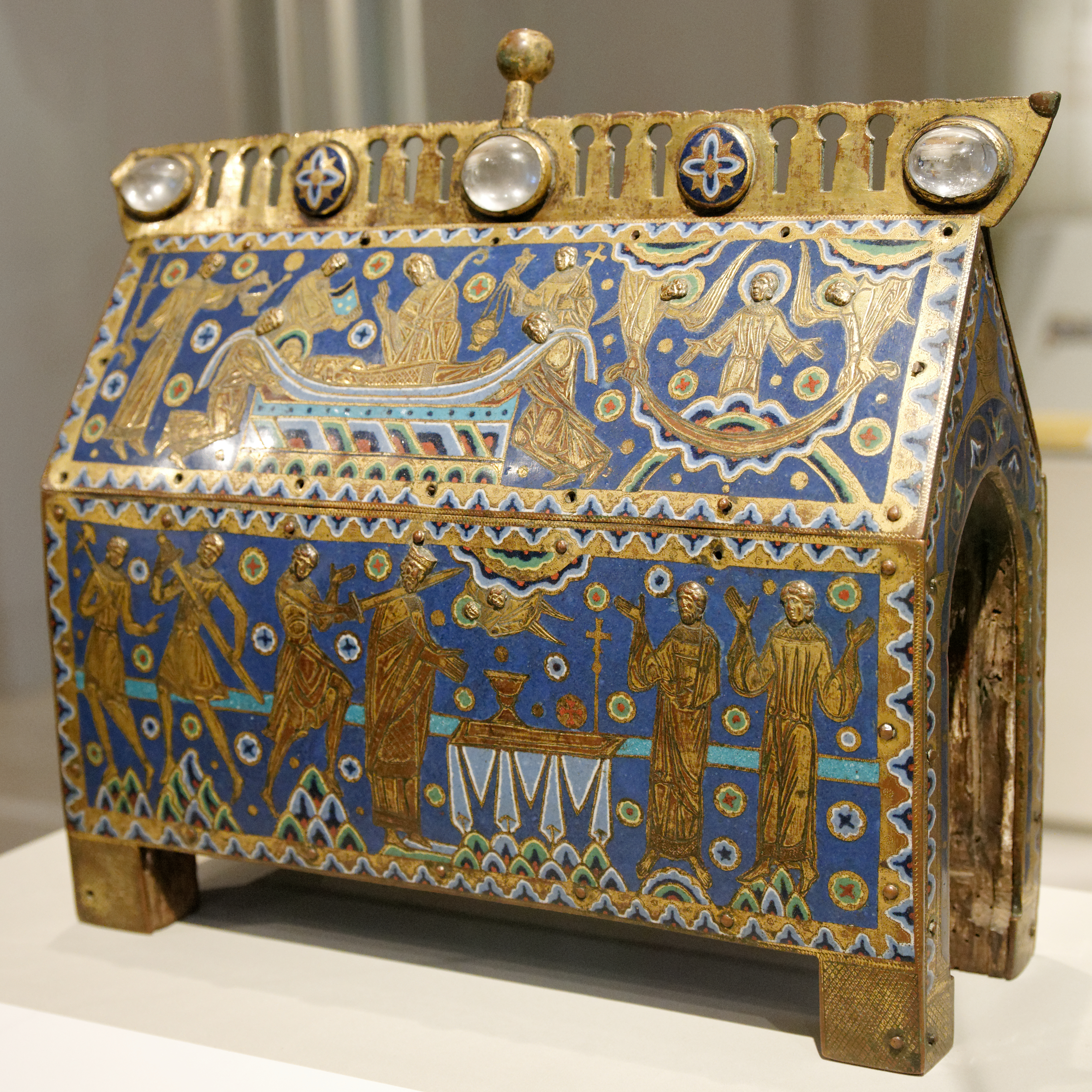
Châsse de saint Thomas Becket, Victoria and Albert Museum, Londres.
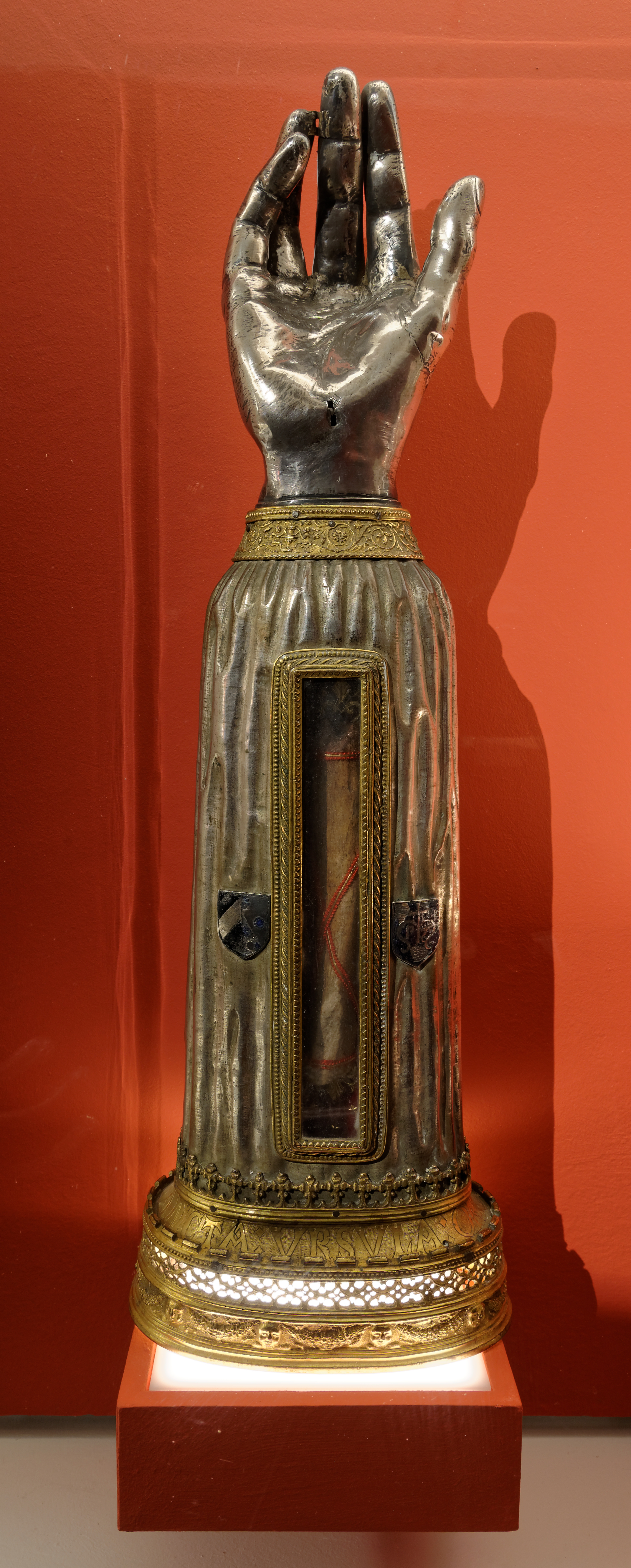
Bras reliquaire de sainte Ursule (1509), église Saint-Paul de Lyon[12].
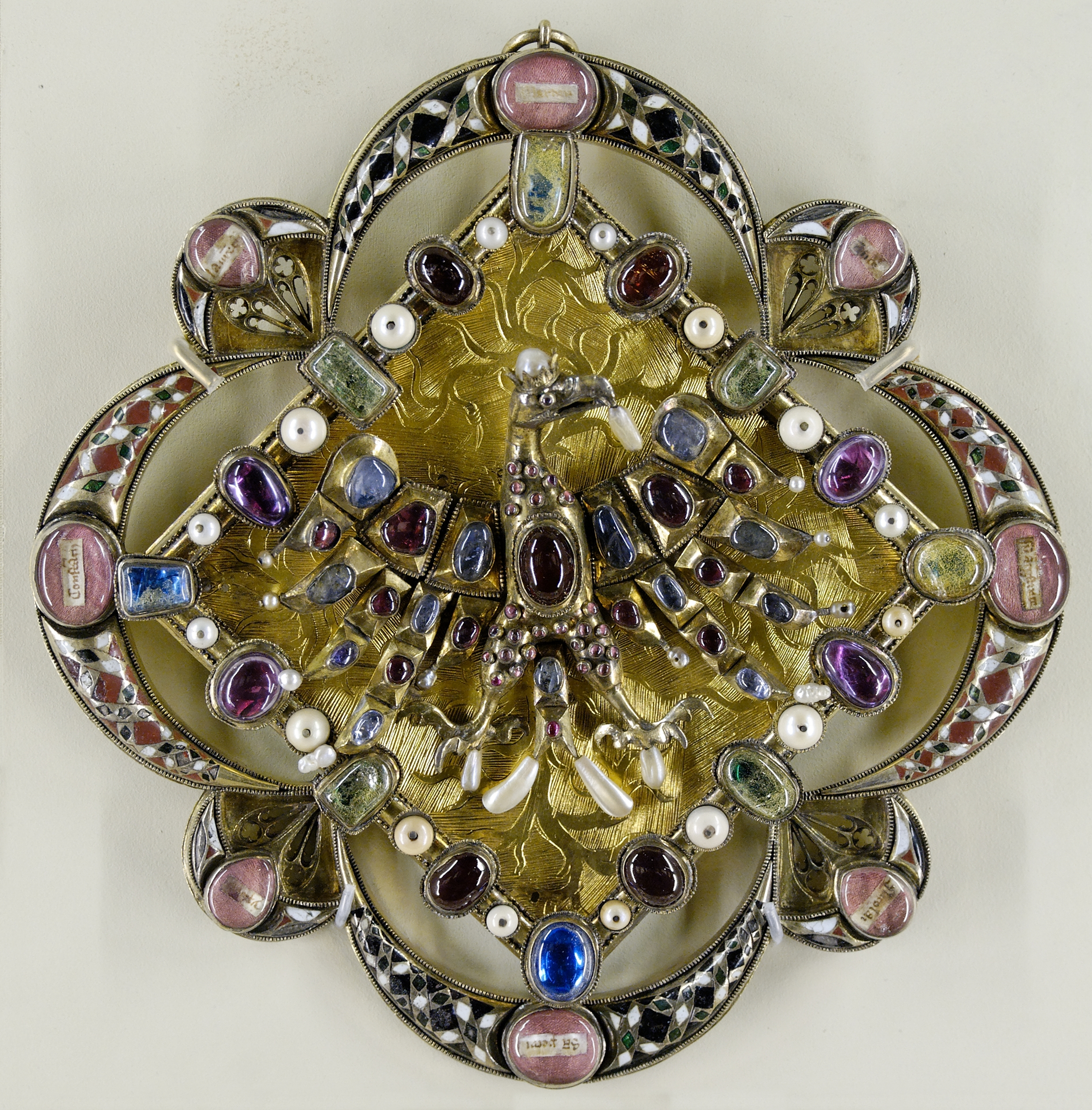
Fermail-reliquaire à l'aigle (XIVe siècle), musée de Cluny, Paris.
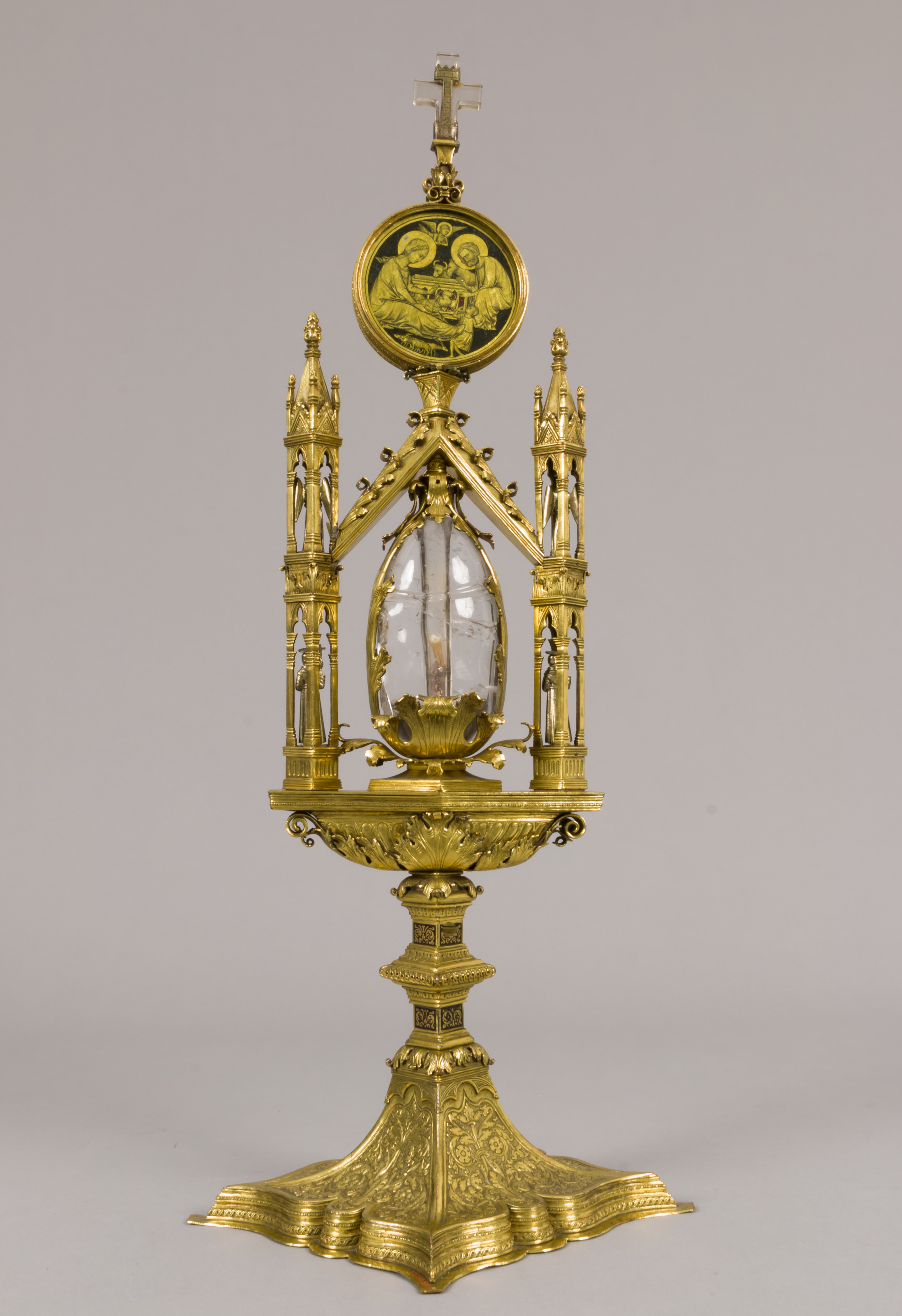
Reliquaire de sainte Marie Madeleine, Metropolitan Museum of Art, New York.
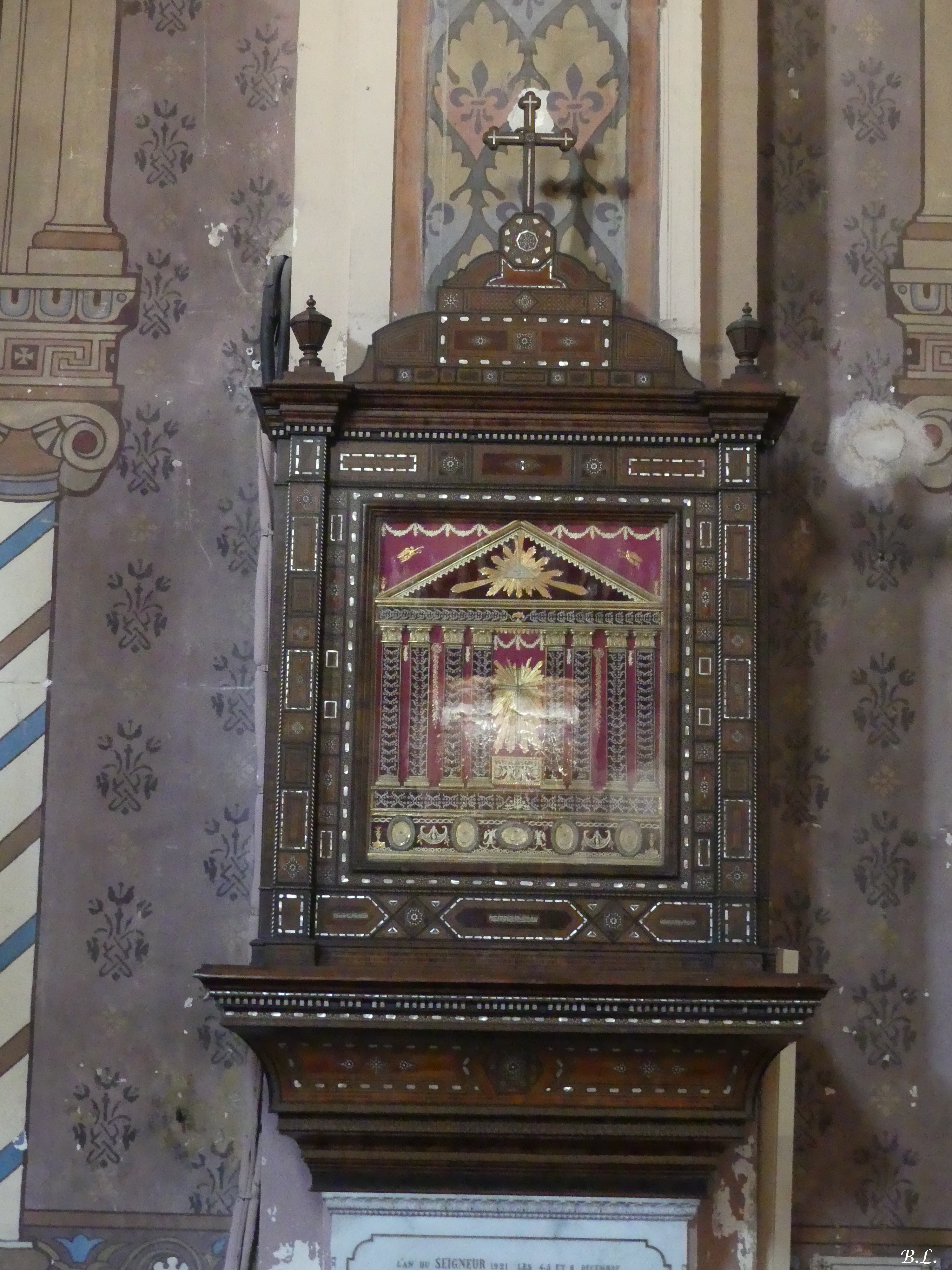
Calendrier-reliquaire de l'église Saint-Nicolas-de-Myre de Marseille.
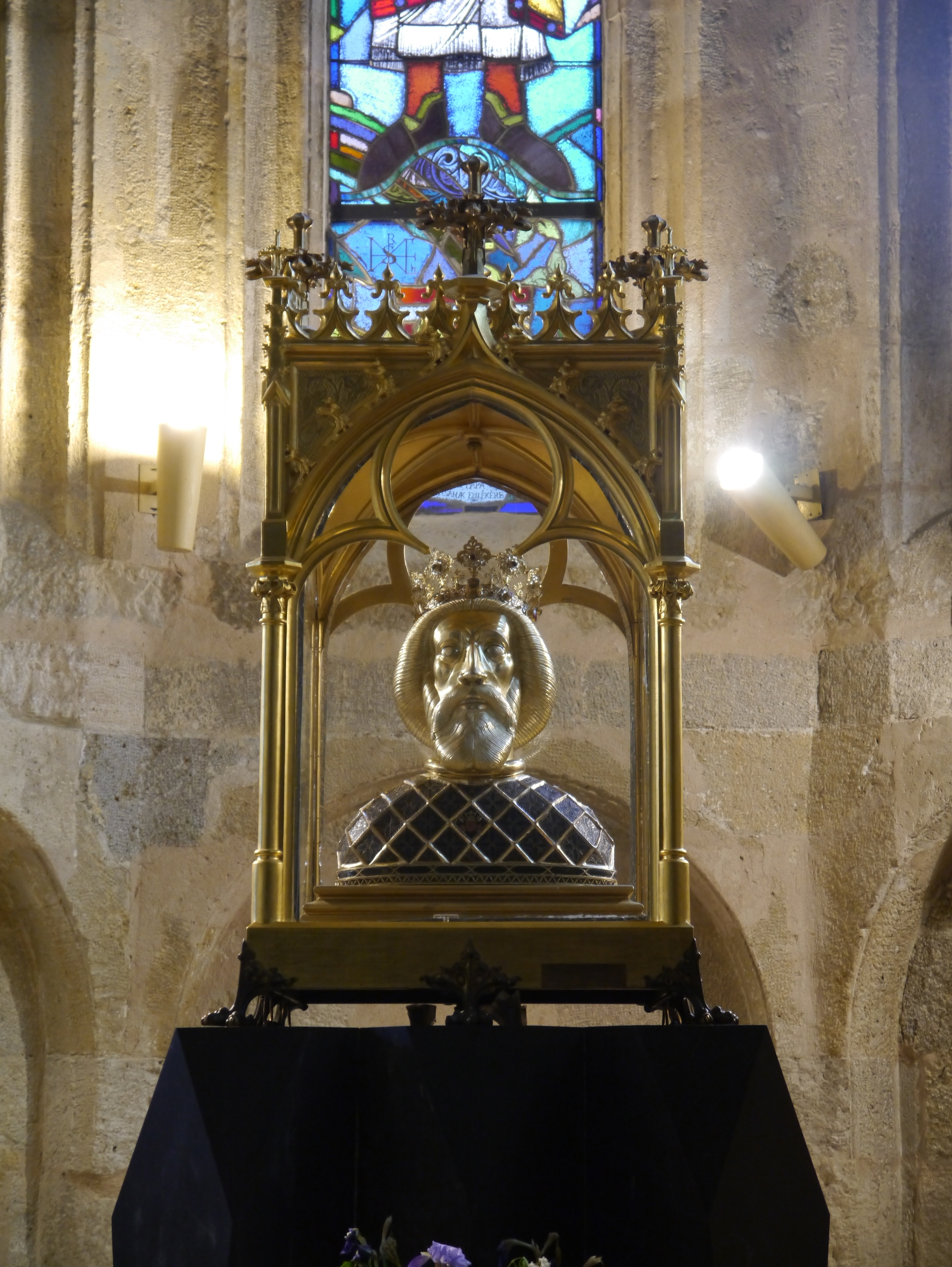
Reliquaire médiéval de saint Ladislas Ier de Hongrie,  basilique de Győr, Hongrie.

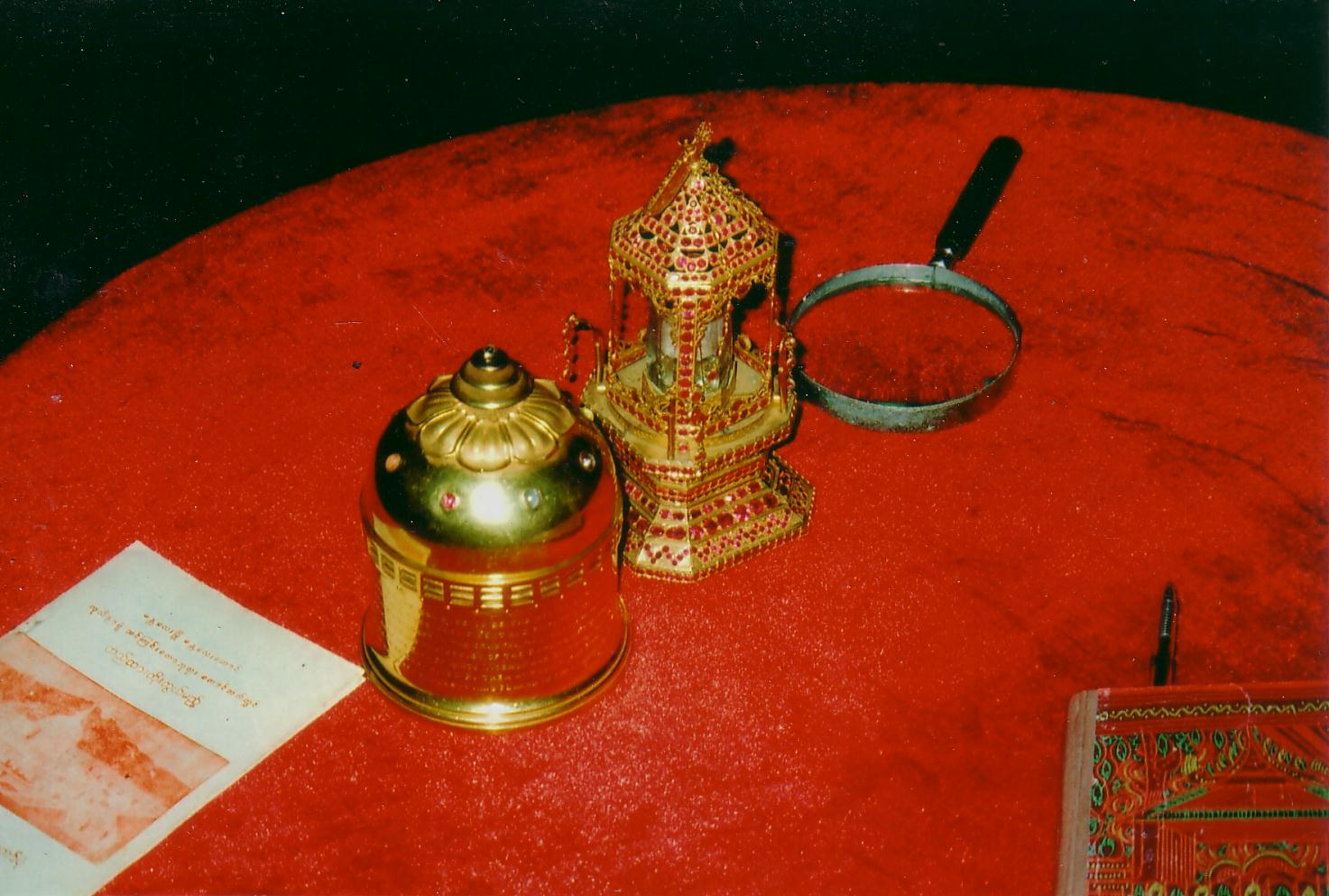
Reliques du Bouddha Sakyamuni conservées à Mandalay, Birmanie.

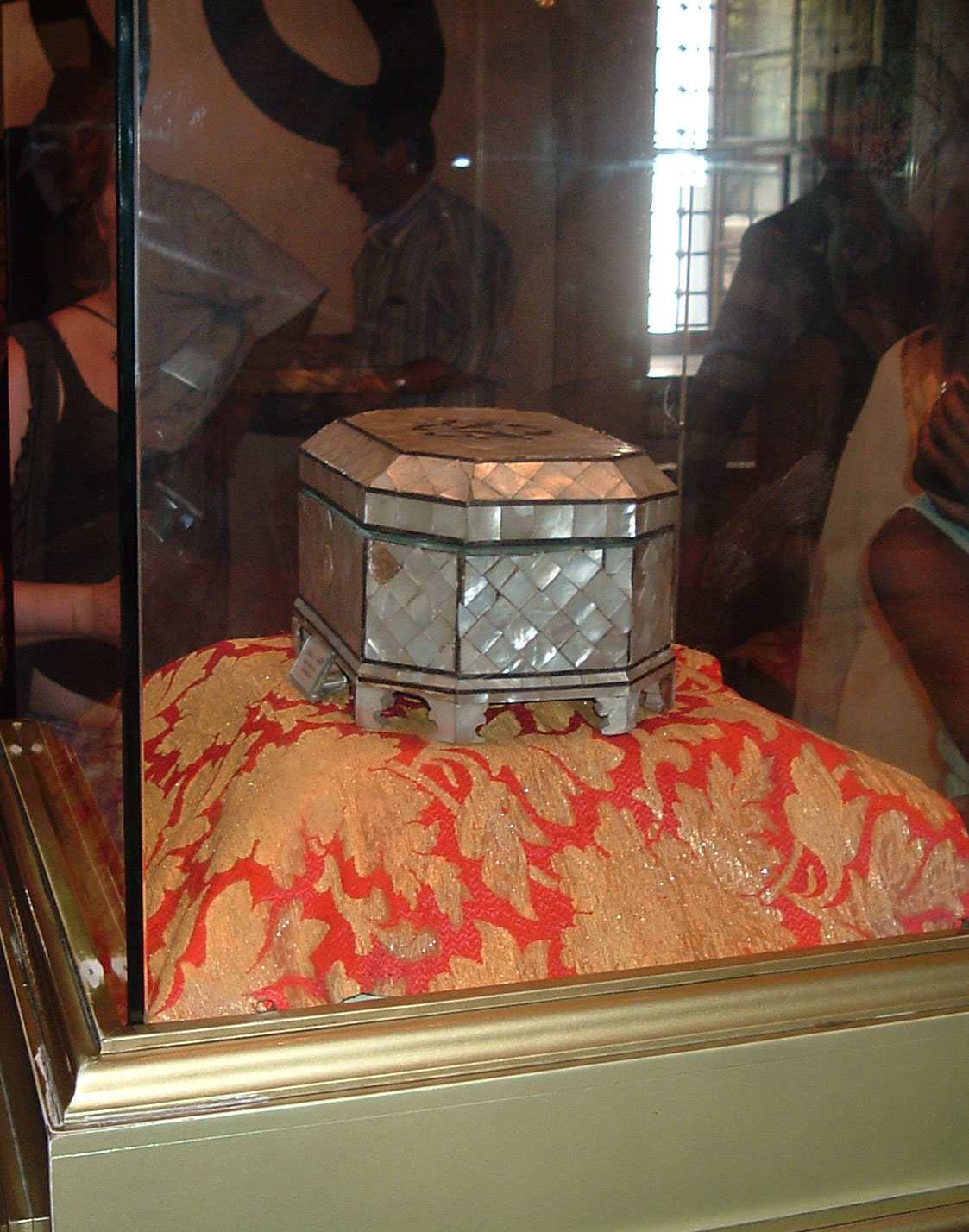
Reliquaire de la barbe de Mahomet à Konya.

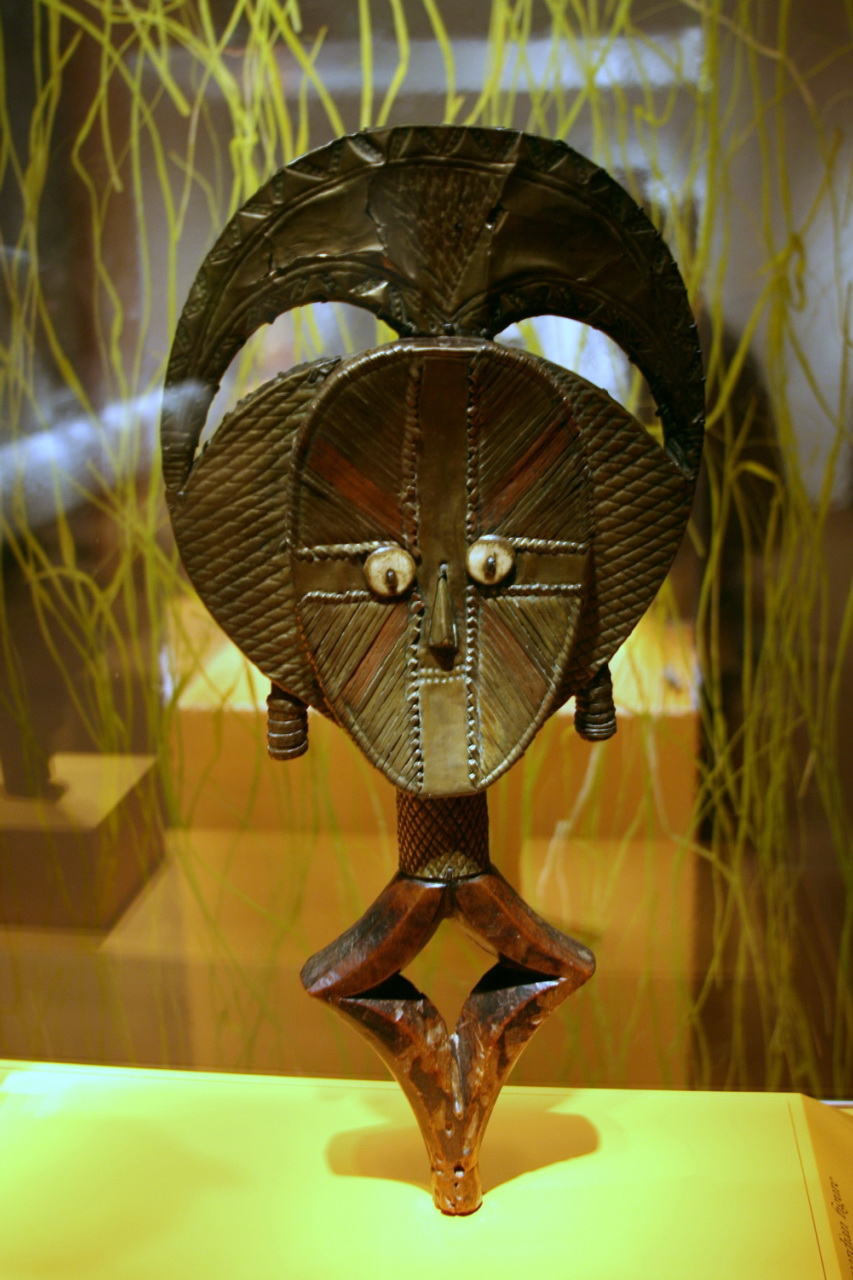
Reliquaire kota.

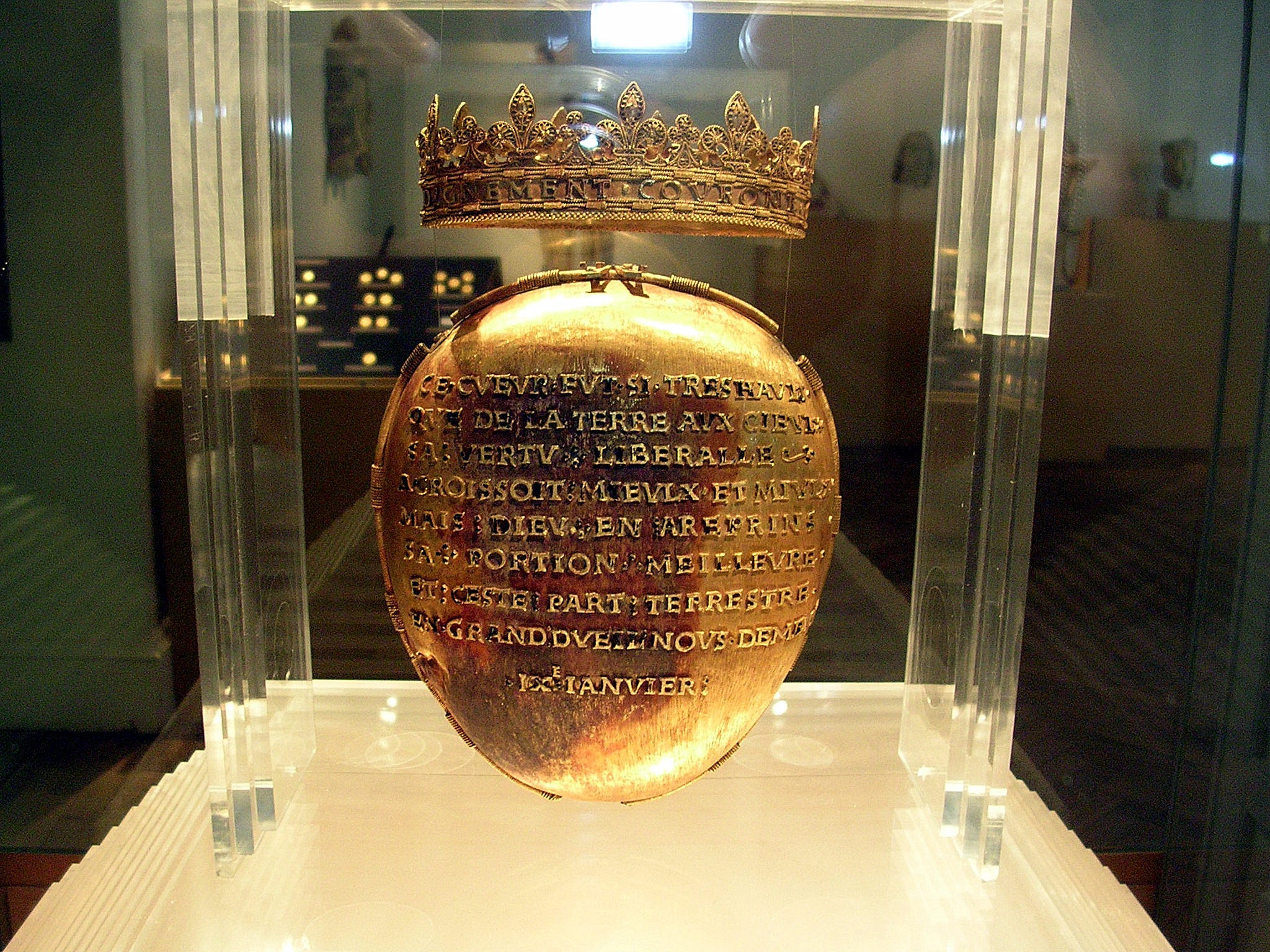
Reliquaire du cœur d'Anne de Bretagne, château des ducs de Bretagne, Nantes.

## Les reliquaires dans les autres religions

### Les reliquaires bouddhiques
Après la mort du Bouddha historique prit place le « Partage des reliques », dont le motif était la possession des restes échappés au bûcher funéraire de Bouddha. Un élément traditionnel de l'architecture bouddhiste, le stûpa trouve son origine dans le culte des reliques du Bouddha, dont les premiers furent conçus pour les abriter.
Les rois bouddhistes ont acquis à prix d'or et conservé dans de précieux reliquaires des reliques du Bouddha Sakyamuni et d'autres saints personnages du bouddhisme[réf. nécessaire]. Ainsi par exemple, au Sri Lanka: une dent du Bouddha est conservée à Kandy dans un reliquaire en or massif; un os du front est vénéré dans l'ancien temple Seruvila Mangala Raja Maha Vihara depuis le IIe siècle av. J.-C. Dans d'autres pays asiatiques comme au Japon, au Tibet, en Birmanie, des reliques du Bouddha ou de Grands Maîtres disparus sont vénérées avec dévotion.

### Les reliquaires islamiques
Le monde islamique, s'inspirant des pratiques du christianisme byzantin, a également utilisé des reliquaires, pour abriter des reliques chrétiennes ou d'origine plus récente, spécialement pour les poils de la barbe de Mahomet.
La plus grande collection de reliques musulmanes, et donc de reliquaires musulmans, se trouve au palais de Topkapi, à Istanbul, ancienne capitale de l'Empire ottoman, dont les sultans mirent un point d’honneur à constituer de prestigieuses collections de reliques.

### Les reliquaires africains
En Afrique la pensée religieuse traditionnelle est étroitement liée au culte des ancêtres. Des pouvoirs magiques y sont prêtés aux reliquaires.
Certains peuples – comme les Bakotas du Gabon – sont réputés pour leurs reliquaires. Différents matériaux sont utilisés, tels que le bois, le cuivre, l'os ou le fer.

## Les reliquaires profanes
On appelle aussi reliquaires des coffres ou récipients analogues destinés à conserver précieusement des restes humains autres que ceux des saints, ou bien d'autres souvenirs de personnes chères ou admirées.
L’usage de l’Ancien Régime, en France, était de conserver le cœur des rois à part, et le plus souvent dans une autre église que le reste de leur dépouille. Aussi a-t-on appelé reliquaires les récipients où on les conservait, par analogie avec ceux des saints.
À l’époque romantique ont fleuri des reliquaires napoléoniens, destinés à honorer le souvenir de l’Empereur.
On cite aussi comme une bizarrerie inexpliquée le reliquaire gothique en cuivre doré découvert par les héritiers de Vivant Denon (1747-1826), contenant entre autres des fragments d’os d’Héloïse et d'Abélard, une partie de la barbe d’Henri IV arrachée à sa tombe en 1793, une dent de Voltaire, poils de barbe de Napoléon Bonaparte et quantité de restes d'autres personnages historiques ; il est conservé actuellement au musée Bertrand de Châteauroux.
À la même époque on a souvent conservé dans différentes sortes de reliquaires des souvenirs familiaux ou galants, tels que, par exemple, la boucle de cheveux d'une personne chère et trop tôt disparue.
Plus récemment, parmi les artistes contemporains, on remarquera les reliquaires (dans l'esprit des paquets canopes) de Michel Bertrand.